# Спартак (молодёжный хоккейный клуб)
МХК «Спартак» — российская молодёжная команда по хоккею с шайбой из города Москвы, играющая в Молодёжной хоккейной лиге. В ней выступают воспитанники ДЮСШ «Спартак», а также молодые хоккеисты выбранные на Драфте юниоров КХЛ. Обладатель Кубка Харламова сезонов 2013/2014, 2024/2025 и Кубка мира среди молодёжных клубных команд 2014 года.

## История
История команды началась одновременно с созданием Молодёжной хоккейной лиги. После того, как лигой было принято решение переименовать молодёжные команды так, чтобы в них не было «двоек», указывающих на молодёжный состав команд, болельщикам предложили выбрать название из четырёх вариантов: «Гладиаторы», «Красно-белые», «Спартаковец» и «Спартак-Сокольники». Победу в голосовании одержал вариант «Спартаковец», однако пресс-атташе клуба Александр Малышев заявил, что окончательное название команды будет определено руководством. В итоге клуб стал называться МХК «Спартак». Главным тренером команды был назначен Александр Баринев.
Первый матч в дебютном сезоне 2009/10 команда провела 7 сентября 2009 года с командой «Чайка» (Нижний Новгород) и одержала победу со счётом 7:2. Первую шайбу за «красно-белых» забросил Артём Воронин. В ходе чемпионата в команде сменился главный тренер. По итогам регулярного чемпионата команда заняла 14-е место и не пробилась в плей-офф турнира. Лучшим бомбардиром и снайпером регулярного чемпионата стал Филипп Толузаков, набравший 71 очко (39+32). В середине сезона 2010/11 команду возглавил Олег Браташ, который сменил на этом посту Дмитрия Гоголева. По итогам регулярного чемпионата команда заняла лишь 20-е место и не попала в плей-офф турнира. В сезоне 2011/12 команда заняла 13-е место в регулярном чемпионате и впервые попала в плей-офф МХЛ, однако, уже в четвертьфинале конференции, в пятиматчевом противостоянии против череповецкого «Алмаза», «Спартак» уступил оппонентам в решающей игре и выбыл из борьбы за кубок.
В сезоне 2012/13 МХК «Спартак» под руководством Владимира Тюрикова заняла 5-е место в регулярном чемпионате, а затем добралась до финала Кубка Харламова, по пути к которому были обыграны «Энергия» (Карловы Вары), «СКА-1946» (Санкт-Петербург), «Мамонты Югры» (Ханты-Мансийск). В финале «красно-белые» встретились с «Омскими ястребами». В решающей седьмой встречи дело дошло до овертайма, где удача улыбнулась омичам 3-2. МХК «Спартак» стал серебряным призёром соревнований. По итогам сезона игрок МХК «Спартак» Артём Воронин был признан самым ценным игроком плей-офф, набрав 20 очков (10+10) в 20 матчах при показатели полезности «+8».
В сезоне 2013/14 в команду вернулся Олег Браташ, под его руководством «спартаковцы» удачно начали чемпионат, одержав за месяц 10 побед подряд, а позже команда выдала ещё двухмесячную серию из 15 побед кряду. В этот же период команда столкнулась с финансовыми проблемами. По итогам регулярного чемпионата «красно-белые» заняли 9-е место. В плей-офф были повержены «Химик» (Воскресенск), «Энергия» (Карловы Вары), «Алмаз» (Череповец), «Барс» (Казань). В финале МХК «Спартак» встретился с «Красной армией» (Москва). В упорном противостояние победу одержали «красно-белые» победив в седьмом матче серии 3:2, победную шайбу забросил Илья Павлюков в меньшинстве. Самым ценным игроком плей-офф был признан Арсений Хацей, набравший 14 очков (11+3) в 23 матчах при показатели полезности «+10», а Олег Браташ стал лучшим тренером сезона в МХЛ. В ранге действующего обладателя Кубка Харламова, МХК «Спартак» выступил на Кубке мира среди молодёжных клубных команд, который проходил в Уфе в августе 2014 года. У руля команды в очередной раз встал Владимир Тюриков. Команда не без труда добралась до финала, где встретилась с хозяевами турнира уфимским «Толпаром». В упорной борьбе по буллитам, красно-белые одержали победу 2:1. Победный буллит на счету Егора Юдова.
В сезоне 2014/15 команда заняла 8-е место в регулярном чемпионате. По ходу сезона в команде сменился главный тренер, вместо Владимира Тюрикова команду возглавил Вадим Епанчинцев. В плей-офф «красно-белые» переиграли «Русских витязей» (Чехов) и в следующей стадии встретились со своими оппонентами по прошлому финалу «Красной армией» (Москва). Для выявления победителя потребовались все пять матчей, по итогам которых сильнее оказались армейцы. В сезоне 2015/16 команду возглавил Алексей Ярушкин, но проработал не долго и на тренерском мостике его сменил Дмитрий Фролов, назначенный и. о. главного тренера. Команда не ровно проводила сезон и несмотря на серию из 11 побед подряд, завершила регулярный чемпионат на 12-м месте. В плей-офф соперником стало «Динамо» из Санкт-Петербурга. Команды обменялись победами дома и в гостях, а в решающем пятом матче «динамовцы» оказались сильнее и выиграли эту серию.
В сезоне 2016/17 в команду в качестве главного тренера вернулся Владимир Тюриков. Команда в связи с омоложением состава проводила чемпионат не стабильно, серия побед сменялась поражениями. Одно время «спартаковцы» возглавляли западную конференцию, но не ровная игра не позволила команде успешно выступить и регулярный чемпионат завершили лишь на 12-м месте. В плей-офф в соперники попался «Витязь», с манерой игры которого «красно-белые» не смогли справиться и выбыли в первом раунде. В регулярном чемпионате сезона 2017/18 МХК «Спартак» выдал серию из 14 побед подряд и 24 матчей с набранными очками подряд. Команда Владимира Тюрикова завершила первую часть сезона на третьем месте в Западной конференции, выиграв в 48 матчах из 64. Вратарь Андрей Сковронский одержал больше всех побед (38), а нападающий Михаил Шалагин вошёл в десятку лучших бомбардиров сезона (63 очка) и пятёрку лучших снайперов (33 шайбы). В 1/8 финала МХК «Спартак» без поражений прошёл «Алмаз» (3-0) и впервые за четыре года вышел в четвертьфинал Кубка Харламова. Там москвичи вышли на «СКА-1946», в ворота которого забросили три шайбы за всю серию и проиграли «всухую» (0-3).
В сезоне 2018/19 команда провела не очень уверенно, до самого конца чемпионата ведя борьбу за попадание в плей-офф, но 10 побед подряд в конце сезона помогли попасть в заветную «восьмёрку» на западе. Большой вклад в успехи коллектива внёс её лучший бомбардир Михаил Шалагин, который по итогам «регулярки» стал лучшим её снайпером и вторым бомбардиром, проведя при этом меньше игр, чем его конкуренты. В плей-офф «красно-белым» попался один из лидеров чемпионата в лице «Динамо» из Санкт-Петербурга, однако МХК"Спартак" проиграл им в трёх матчах серии. Первые два месяца сезона 2019/20 МХК «Спартак» выступал стабильно, был отрезок с 18 победами в 21 встрече, но после Нового года у хоккеистов Тюрикова было только девять побед при 18 поражениях. МХК «Спартак» вышел в плей-офф с восьмого места в конференции. Нападающий Руслан Новрузов с большим отрывом стал лучшим снайпером (29 шайб) и бомбардиром (52 очка) команды. В первом раунде плей-офф спартаковцы попали на лучшую команду Запада «СКА-1946»: в первых двух матчах в Санкт-Петербурге команды обменялись победами с одинаковым счётом (2:1 Б), но после переезда в Москву, МХК «Спартака» потерпел два поражения (0:4 и 1:4) и снова выбыл в 1/8 финала.
Сезон 2020/21 стал последним для Владимира Тюрикова у руля команды, «красно-белые» по ходу регулярного чемпионата выдали серии из семи, восьми и девяти побед подряд и с 89 очками заняли четвёртое место в Западной конференции. Самый результативный хоккеист МХК «Спартак» Дмитрий Силантьев набрал 64 (24+40) очка и вошёл в пятёрку лучших бомбардиров лиги. В плей-офф красно-белые стартовали с победы над «Красной армией» (2:1), но в трёх следующих матчах уступили, причём дважды за пределами основного времени. Сезон 2021/22 начинался под руководством Александра Филиппова, но после двух месяцев сезона его заменил Аркадий Андреев. У МХК «Спартак» были серии из восьми поражений и шести побед подряд. В регулярном чемпионате команда Аркадия Андреева заняла восьмое место в Западной конференции, одержав 37 побед и на одно очко опередив «Русских витязей». Лучшим бомбардиром и снайпером красно-белых стал Вадим Фаттахов (23+31). В первом раунде плей-офф МХК «Спартак» встретился с лучшей командой Западной конференции «Красной армией»: серия продлилась всего три матча, каждый из которых завершился победами армейцев (3:0, 6:2 и 5:2).
В сезоне 2022/23 главным тренером МХК «Спартак» был назначен Филипп Метлюк, который дебютировал в этой роли. «Красно-белые» одержали 32 победы, выиграли пять последних матчей регулярного чемпионата с общим счётом 23:6 и с пятого места в «золотом» дивизионе вышли в 1/8 финала. Вадим Фаттахов снова стал лучшим снайпером (23 шайбы), лучший бомбардир команды Артём Дидковский набрал 47 очков. Третий год подряд в 1/8 финала встретились МХК «Спартак» и «Красная армия»: подопечные Филиппа Метлюка выиграли оба гостевых матча (3:0 и 4:2), проиграли в третьей игре (2:3), но в четвёртом матче разгромили армейцев (8:1) и впервые с 2018 года вышли в 1/4 финала. Там их ждал победитель Западной конференции «Локо», который выиграл серию «всухую» (3-0). Перед сезоном 2023/24 команду возглавил Александр Барков. МХК «Спартак» выиграл в 34 матчах из 52, набрал 74 очка и занял третье место в «Золотом» дивизионе Запада. Лучшим бомбардиром команды стал Иван Гаврилов (16+37), вошедший в топ-10 самых результативных игроков лиги, а Иван Рябов забросил больше всех шайб (22). В каждом из трёх матчей 1/8 финала МХК «Спартак» забрасывал по три шайбы и этого хватило для победы в серии над «Академией Михайлова» (3-0), в 1/4 финала «красно-белые» не смогли ни разу обыграть будущего чемпиона «СКА-1946» (0-3) и второй год подряд выбыли во втором раунде плей-офф.
МХК «Спартак» начал сезон 2024/25 с 11 побед подряд, а с 3 декабря по 25 февраля выиграл в 18 матчах подряд. Это пятое место среди самых длинных победных серий в истории МХЛ. За весь регулярный чемпионат красно-белые проиграли девять матчей и забросили 204 шайбы. МХК «Спартак» впервые в МХЛ занял первое место в «Золотом» дивизионе Западной конференции. Лучшим бомбардиром команды второй год подряд стал Иван Гаврилов (14+33), больше всех забросил Сергей Лукьянцев (21), а Иван Рябов занял первое место в лиге по средней результативности за матч (1,48 очка за игру). В плей-офф МХК «Спартак» прошёл «Динамо-Шинник» (3-1), МХК «Динамо» СПб (3-1), «Чайку» (4-2), «СКА-1946» (4-3) и стал чемпионом МХЛ спустя 11 лет. Лучший бомбардир плей-офф Иван Рябов стал самым ценным игроком плей-офф и сезона 2024/2025, вратарь МХК «Спартак» Ярослав Кузьменко получил приз лучшему вратарю сезона, а Александр Барков был признан лучшим тренером сезона.

## Тренеры команды
- Александр Баринев (до 27 октября 2009)
- Алексей Ткачук (27 октября 2009—27 ноября 2009)
- Дмитрий Гоголев (28 ноября 2009—5 января 2011)
- Олег Браташ (5 января 2011—21 августа 2012)
- Владимир Тюриков (и. о.: 2012—2013)
- Олег Браташ (2013—2014)
- Владимир Тюриков (2014—3 октября 2014)
- Вадим Епанчинцев (4 октября 2014—2015)
- Алексей Ярушкин (2015—16 октября 2015)
- Дмитрий Фролов (и. о.: 17 октября 2015—2016)
- Владимир Тюриков (2016—3 июня 2021)
- Александр Филиппов (24 июня 2021—13 ноября 2021)
- Аркадий Андреев (и. о.: 13 ноября 2021—30 апреля 2022)
- Филипп Метлюк — (22 июня 2022—20 июня 2023)
- Александр Барков — (20 июня 2023—н. в.)

## Обладатели Кубка Харламова сезона 2013/2014
Вратари: Шестёркин Игорь, Кондрашов Всеволод, Трушков Александр.
Защитники: Кулик Евгений, Сорокин Всеволод, Ермаков Андрей, Козловский Юрий, Неколенко Илья, Алексеев Сергей, Демидов Николай, Соловьёв Сергей, Пелевин Александр, Провольнев Владислав, Аблаев Кирилл.
Нападающие: Пешехонов Владимир, Крутиков Евгений, Кучерков Аркадий, Хацей Арсений, Павлюков Илья, Ипатов Вячеслав, Болдин Игорь, Ткачук Алексей, Неколенко Архип, Грецов Денис, Медведев Никита, Воробьёв Дмитрий, Клечкин Сергей, Лапшов Игорь, Юдов Егор, Батрак Артём.
Главный тренер — Браташ, Олег Владимирович
Старший тренер — Тюриков, Владимир Вячеславович
Тренер — Епанчинцев, Вадим Сергеевич
Начальник команды — Заболотнев Павел Фёдорович

## Обладатели Кубка мира среди молодёжных клубных команд 2014
Вратари: Трушков Александр, Федотов Андрей, Калинин Кирилл.
Защитники: Алексеев Сергей, Аблаев Кирилл, Пелевин Александр, Провольнев Владислав, Морозов Сергей, Кулешов Артём, Сыроежкин Михаил, Ступников Артём.
Нападающие: Воробьёв Дмитрий, Павлюков Илья, Юдов Егор, Ткачук Алексей, Ипатов Вячеслав, Болдин Игорь, Клечкин Сергей, Соколов Никита, Лапшов Игорь, Жолобов Михаил, Шустров Юрий, Иванов Дмитрий, Первов Антон, Луговой Андрей.
Главный тренер — Тюриков, Владимир Вячеславович
Тренер — Епанчинцев, Вадим Сергеевич
Начальник команды — Заболотнев Павел Фёдорович

## Обладатели Кубка Харламова сезона 2024/2025
Вратари: Ярослав Кузьменко, Семён Фролов, Егор Мидлак
Защитники: Артём Малков, Всеволод Матвеев, Владимир Жиряков, Егор Мартынов, Роман Золкин, Никита Тюрин, Владислав Бондарь, Эльдар Кашаев, Владислав Ухмылов, Антон Марышев
Нападающие: Егор Мурашёв, Артём Гуменюк, Георгий Овчинников, Макар Насретдинов, Максим Ковалишин, Иван Гаврилов, Сергей Лукьянцев, Глеб Перелыгин, Андрей Яриков, Степан Тарасенко, Фёдор Храпов, Никита Мыльников, Никита Ракчеев, Силантий Кожушко, Савелий Рыбенок, Александр Плесовских, Егор Варюшкин, Иван Рябов
Главный тренер — Барков, Александр Эдгардович
Старший тренер — Кваша, Олег Владимирович
Тренер — Белов, Вячеслав Александрович
Тренер — Гришин, Владимир Игоревич
Начальник команды — Николаев, Алексей Владимирович

## Текущий состав
На сезон 2024/25.
| 30 | Ярослав Кузьменко    | Россия   | левый  |  |  |  |
| 50 | Юрий Иванов          | Россия   | левый  |  |  |  |
| 52 | Семён Фролов         | Россия   | левый  |  |  |  |
| 70 | Егор Мидлак          | Россия   | левый  |  |  |  |
| 72 | Вячеслав Бугров      | Россия   | левый  |  |  |  |
|    |                      |          |        |  |  |  |
| 22 | Артём Малков         | Россия   | левый  |  |  |  |
| 31 | Эльдар Кашаев        | Россия   | левый  |  |  |  |
| 32 | Антон Марышев        | Россия   | левый  |  |  |  |
| 51 | Евгений Кузьмин      | Россия   | правый |  |  |  |
| 53 | Никита Тюрин         | Россия   | левый  |  |  |  |
| 56 | Фёдор Шатаев         | Россия   | левый  |  |  |  |
| 57 | Владислав Ухмылов    | Россия   | левый  |  |  |  |
| 63 | Егор Мартынов        | Россия   | левый  |  |  |  |
| 73 | Владимир Жиряков     | Россия   | правый |  |  |  |
| 75 | Владислав Бондарь    | Россия   | правый |  |  |  |
| 91 | Роман Золкин         | Россия   | левый  |  |  |  |
| 93 | Всеволод Матвеев     | Россия   | правый |  |  |  |
|    |                      |          |        |  |  |  |
| 2  | Егор Варюшкин        | Россия   | левый  |  |  |  |
| 4  | Фёдор Храпов         | Россия   | левый  |  |  |  |
| 5  | Семён Маргарит       | Россия   | левый  |  |  |  |
| 6  | Иван Рябов           | Россия   | правый |  |  |  |
| 7  | Артём Гуменюк        | Беларусь | правый |  |  |  |
| 12 | Максим Ковалишин     | Россия   | левый  |  |  |  |
| 14 | Олег Трофимчук       | Россия   | левый  |  |  |  |
| 19 | Александр Плесовских | Россия   | правый |  |  |  |
| 21 | Иван Белугин         | Россия   | левый  |  |  |  |
| 23 | Георгий Овчинников   | Россия   | левый  |  |  |  |
| 24 | Мирон Таци           | Россия   | левый  |  |  |  |
| 26 | Никита Мыльников     | Россия   | левый  |  |  |  |
| 27 | Степан Тарасенко     | Россия   | левый  |  |  |  |
| 38 | Никита Ракчеев       | Россия   | левый  |  |  |  |
| 54 | Савелий Рыбенок      | Россия   | левый  |  |  |  |
| 55 | Силантий Кожушко     | Россия   | левый  |  |  |  |
| 76 | Сергей Лукьянцев     | Россия   | левый  |  |  |  |
| 78 | Егор Мурашев         | Россия   | левый  |  |  |  |
| 80 | Иван Гаврилов        | Беларусь | левый  |  |  |  |
| 81 | Андрей Яриков        | Россия   | левый  |  |  |  |
| 84 | Макар Насретдинов    | Россия   | левый  |  |  |  |
| 96 | Глеб Перелыгин       | Россия   | левый  |  |  |  |

## Статистика и достижения
| Регулярный чемпионат | Регулярный чемпионат | Регулярный чемпионат | Регулярный чемпионат | Регулярный чемпионат | Регулярный чемпионат | Регулярный чемпионат | Регулярный чемпионат | Регулярный чемпионат | Регулярный чемпионат | Регулярный чемпионат | Регулярный чемпионат | Плей-офф      | Плей-офф      | Плей-офф      | Плей-офф      | Плей-офф      | Плей-офф      | Плей-офф      | Плей-офф      | Плей-офф      | Плей-офф      | Плей-офф      |
| Сезон                | И                    | В                    | ВО                   | ВБ                   | П                    | ПО                   | ПБ                   | ГЗ                   | ГП                   | О                    | Штр                  | И             | В             | ВО            | ВБ            | П             | ПО            | ПБ            | ГЗ            | ГП            | Штр           |               |
| 2009/2010            | 66                   | 28                   | 3                    | 1                    | 31                   | 2                    | 1                    | 243                  | 243                  | 95                   | 1089                 | Не участвовал | Не участвовал | Не участвовал | Не участвовал | Не участвовал | Не участвовал | Не участвовал | Не участвовал | Не участвовал | Не участвовал | Не участвовал |
| 2010/2011            | 54                   | 19                   | 3                    | 3                    | 26                   | 3                    | 0                    | 157                  | 174                  | 72                   | 989                  | Не участвовал | Не участвовал | Не участвовал | Не участвовал | Не участвовал | Не участвовал | Не участвовал | Не участвовал | Не участвовал | Не участвовал | Не участвовал |
| 2011/2012            | 60                   | 27                   | 3                    | 5                    | 22                   | 0                    | 3                    | 161                  | 146                  | 100                  | 720                  | 5             | 1             | 1             | 0             | 3             | 0             | 0             | 8             | 11            | 54            |               |
| 2012/2013            | 64                   | 34                   | 2                    | 6                    | 16                   | 3                    | 3                    | 230                  | 154                  | 124                  | 789                  | 20            | 11            | 1             | 0             | 4             | 4             | 0             | 54            | 38            | 251           |               |
| 2013/2014            | 56                   | 31                   | 2                    | 6                    | 14                   | 1                    | 2                    | 132                  | 94                   | 112                  | 592                  | 23            | 13            | 3             | 0             | 5             | 2             | 0             | 65            | 45            | 395           |               |
| 2014/2015            | 55                   | 26                   | 2                    | 4                    | 15                   | 3                    | 5                    | 168                  | 143                  | 98                   | 847                  | 8             | 5             | 0             | 0             | 3             | 0             | 0             | 24            | 21            | 135           |               |
| 2015/2016            | 40                   | 18                   | 2                    | 6                    | 13                   | 1                    | 0                    | 133                  | 103                  | 71                   | 404                  | 5             | 1             | 1             | 0             | 3             | 0             | 0             | 11            | 15            | 64            |               |
| 2016/2017            | 56                   | 30                   | 4                    | 0                    | 18                   | 2                    | 2                    | 162                  | 136                  | 102                  | 585                  | 4             | 1             | 0             | 0             | 2             | 1             | 0             | 6             | 12            | 78            |               |
| 2017/2018            | 64                   | 44                   | 3                    | 1                    | 11                   | 3                    | 2                    | 232                  | 141                  | 145                  | 695                  | 6             | 3             | 0             | 0             | 3             | 0             | 0             | 12            | 13            | 86            |               |
| 2018/2019            | 64                   | 30                   | 6                    | 2                    | 21                   | 3                    | 2                    | 201                  | 141                  | 81                   | 792                  | 3             | 0             | 0             | 0             | 3             | 0             | 0             | 4             | 10            | 58            |               |
| 2019/2020            | 64                   | 28                   | 5                    | 2                    | 25                   | 2                    | 2                    | 177                  | 154                  | 74                   | 739                  | 4             | 0             | 0             | 1             | 2             | 0             | 1             | 4             | 11            | 34            |               |
| 2020/2021            | 64                   | 37                   | 6                    | 0                    | 18                   | 1                    | 2                    | 204                  | 146                  | 89                   | 746                  | 4             | 1             | 0             | 0             | 1             | 1             | 1             | 8             | 11            | 40            |               |
| 2021/2022            | 64                   | 27                   | 7                    | 3                    | 25                   | 0                    | 2                    | 185                  | 174                  | 76                   | 927                  | 3             | 0             | 0             | 0             | 3             | 0             | 0             | 4             | 14            | 24            |               |
| 2022/2023            | 52                   | 26                   | 2                    | 4                    | 18                   | 2                    | 0                    | 175                  | 136                  | 66                   | 613                  | 7             | 3             | 0             | 0             | 4             | 0             | 0             | 21            | 22            | 159           |               |
| 2023/2024            | 52                   | 29                   | 2                    | 3                    | 12                   | 3                    | 3                    | 182                  | 125                  | 74                   | 499                  | 6             | 3             | 0             | 0             | 2             | 1             | 0             | 16            | 18            | 98            |               |
| 2024/2025            | 52                   | 36                   | 3                    | 4                    | 7                    | 1                    | 1                    | 204                  | 106                  | 88                   | 524                  | 21            | 14            | 0             | 0             | 6             | 0             | 1             | 68            | 43            | 201           |               |

Выступление в плей-офф
2011/2012
1/4 финала: Алмаз (Череповец) 2-3 (2-4, 1-3, 3-0, 2-1 ОТ, 0-3)
2012/2013
1/8 финала: Энергия (Карловы Вары) 3-2 (4-2, 0-1, 2-3 ОТ, 4-1, 2-0)
1/4 финала: СКА-1946 (Санкт-Петербург) 3-0 (4-0, 5-0, 6-2)
1/2 финала: Мамонты Югры (Ханты-Мансийск) 3-2 (3-4 ОТ, 5-0, 2-1 ОТ, 1-2, 2-1 ОТ)
Финал: Омские Ястребы (Омск) 3-4 (0-2, 2-6, 4-2, 4-2, 1-0, 1-6, 2-3 ОТ)
2013/2014
1/16 финала: Химик (Воскресенск) 3-0 (6-1, 5-2, 3-1)
1/8 финала: Энергия (Карловы Вары) 3-1 (3-1, 2-1 ОТ, 1-3, 3-0)
1/4 финала: Алмаз (Череповец) 3-2 (3-2, 4-0, 3-4 ОТ, 2-5, 4-1)
1/2 финала: Барс (Казань) 3-1 (3-0, 0-1, 5-4 ОТ, 3-1)
Финал: Красная Армия (Москва) 4-3 (4-1, 0-7, 1-3, 4-3 ОТ, 2-0, 1-2 ОТ, 3-2)
2014/2015
1/16 финала: Русские Витязи (Чехов) 3-0 (3-2, 3-2, 5-1)
1/8 финала: Красная Армия (Москва) 2-3 (4-3, 2-1, 2-5, 2-3, 3-4)
2015/2016
1/8 финала: Динамо (Санкт-Петербург) 2-3 (1-4, 4-3, 3-2 ОТ, 2-3, 1-3)
2016/2017
1/8 финала: Русские Витязи (Чехов) 1-3 (1-5, 2-4, 1-0, 2-3 ОТ)
2017/2018
1/8 финала: Алмаз (Череповец) 3-0 (2-0, 4-1, 3-2)
1/4 финала: СКА-1946 (Санкт-Петербург) 0-3 (0-2, 2-4, 1-4)
2018/2019
1/8 финала: Динамо (Санкт-Петербург) 0-3 (1-4, 1-3, 2-3)
2019/2020
1/8 финала: СКА-1946 (Санкт-Петербург) 1-3 (1-2 Б, 2-1 Б, 0-4, 1-4)
2020/2021
1/8 финала: Красная Армия (Москва) 1-3 (2-1, 2-4, 3-4 Б, 1-2 ОТ)
2021/2022
1/8 финала: Красная Армия (Москва) 0-3 (0-3, 2-6, 2-5)
2022/2023
1/8 финала: Красная Армия (Москва) 3-1 (3-0, 4-2, 2-3, 8-1)
1/4 финала: Локо (Ярославль) 0-3 (2-6, 1-3, 1-7)
2023/2024
1/8 финала: Академия Михайлова (Тула) 3-0 (3-2, 3-1, 3-2)
1/4 финала: СКА-1946 (Санкт-Петербург) 0-3 (1-2, 2-6, 4-5 ОТ)
2024/2025
1/8 финала: Динамо-Шинник (Бобруйск) 3-1 (1-2, 2-0, 5-2, 4-0)
1/4 финала: Динамо (Санкт-Петербург) 3-1 (3-4 Б, 4-0, 3-2, 3-1)
1/2 финала: Чайка (Нижний Новгород) 4-2 (3-1, 3-4, 7-2, 2-1, 3-4, 3-2)
Финал: СКА-1946 (Санкт-Петербург) 4-3 (2-1, 5-3, 3-1, 3-4, 1-2, 2-5, 6-2)
Выступление на Кубке мира среди молодёжных клубных команд 2014 г.
Групповой этап:
МХК «Спартак» — Мальмё Редхокс (Швеция) 2-3 Б
МХК «Спартак» — Ред Булл (Австрия) 3-4
МХК «Спартак» — ХК Рига (Латвия) 3-2 Б
МХК «Спартак» — Су-Сити Маскетирс (США) 4-3
Полуфинал
МХК «Спартак» — Динамо-Шинник (Беларусь) 3-0
Финал
МХК «Спартак» — Толпар (Россия) 2-1 Б
«Клуб 100» 
| Игрок              | И   | Г  | П  | О   |
| ------------------ | --- | -- | -- | --- |
| Шалагин Михаил     | 150 | 86 | 62 | 148 |
| Пуголовкин Артём   | 250 | 48 | 95 | 143 |
| Воронин Артём      | 142 | 45 | 94 | 139 |
| Пешехонов Владимир | 252 | 55 | 78 | 133 |
| Иван Гаврилов      | 146 | 41 | 90 | 131 |
| Крутиков Евгений   | 172 | 45 | 79 | 124 |
| Павлюков Илья      | 210 | 45 | 78 | 123 |
| Медведев Павел     | 200 | 59 | 57 | 116 |
| Толузаков Филипп   | 96  | 62 | 52 | 114 |
| Новрузов Руслан    | 166 | 63 | 45 | 108 |
| Первов Антон       | 190 | 44 | 56 | 100 |

Лучшие бомбардиры в сезонах
| сезон     | игрок             | И  | Г  | П  | О  |
| --------- | ----------------- | -- | -- | -- | -- |
| 2009/2010 | Толузаков Филипп  | 57 | 39 | 32 | 71 |
| 2010/2011 | Толузаков Филипп  | 39 | 23 | 20 | 43 |
| 2011/2012 | Пуголовкин Артём  | 65 | 13 | 22 | 35 |
| 2012/2013 | Пуголовкин Артём  | 78 | 20 | 44 | 64 |
| 2013/2014 | Павлюков Илья     | 69 | 14 | 30 | 44 |
| 2014/2015 | Ремов Александр   | 58 | 26 | 32 | 58 |
| 2015/2016 | Гурин Валерий     | 40 | 14 | 23 | 37 |
| 2016/2017 | Первов Антон      | 56 | 15 | 27 | 42 |
| 2017/2018 | Шалагин Михаил    | 69 | 34 | 32 | 66 |
| 2018/2019 | Шалагин Михаил    | 48 | 49 | 27 | 76 |
| 2019/2020 | Новрузов Руслан   | 68 | 29 | 23 | 52 |
| 2020/2021 | Силантьев Дмитрий | 66 | 24 | 41 | 65 |
| 2021/2022 | Фаттахов Вадим    | 61 | 24 | 31 | 55 |
| 2022/2023 | Дидковский Артём  | 51 | 21 | 29 | 50 |
| 2023/2024 | Иван Гаврилов     | 54 | 18 | 39 | 57 |
| 2024/2025 | Иван Рябов        | 51 | 34 | 40 | 74 |

Национальные
- Обладатель Кубка Харламова: 2013/2014, 2024/2025
- Серебряный призёр МХЛ: 2012/2013

Международные
- Обладатель Кубка Мира среди молодёжных клубных команд (2014)

Межсезонные
- Победитель международного турнира памяти А. А. Костюченко (2014; 2015; 2018)
- Победитель турнира имени В. Мариничева (2017)
- Победитель международного турнира «Ступино-80» (2018)
- Победитель международного «Турнира четырёх» в Ташкенте (2019)
- Победитель кубка главы городского округа Ступино (2021; 2022)
- Серебряный призёр Традиционного турнира памяти лётчика-космонавта П. И. Беляева (2013)
- Серебряный призёр Международного турнира памяти А. А. Костюченко (2016; 2017)
- Финалист Кубка В. И. Васильева (2016; 2017)
- Финалист Кубка Губернатора Тульской области (2021)
- Бронзовый призёр Традиционного турнира памяти лётчика-космонавта П. И. Беляева (2018)
- Бронзовый призёр Кубка главы городского округа Ступино (2020)